# Oecetis tripunctata
Oecetis tripunctata là một loài Trichoptera trong họ Leptoceridae. Loài này phân bố ở Oriëntaals, Australaziatisch en vùng cổ bắc giới.